# Dolmen de Axeitos
El dolmen de Axeitos, anta de Axeitos o pedra do mouro, esta última en gallego, es una construcción megalítica prehistórica ubicada en la  parroquia de Oleiros, municipio de Riveira, parte de la península de Barbanza en la ría de Arosa, provincia de La Coruña, España. Es Bien de Interés Cultural.

## Descripción
El dolmen son los restos de una tumba de corredor con cámara, con dicho pasillo orientado el este, de época neolítica y fechado entre el 4000 y el 3600 a. C.. La construcción ocupa la parte superior de un montículo y posiblemente estuvo cubierta, formando un túmulo cubierto por piedras. La cámara está formada por ocho ortostatos cubiertos por una única laja de piedra, consiguiendo una altura, en la actualidad, de unos dos metros. Los restos del corredor se limitan a tres piedras menores.
Se encuentra algún petroglifo grabado en la roca, aunque no todos antiguos, al menos uno de ellos se sabe que es un acto vandálico de alrededor de 1997.
Este tipo de construcciones eran enterramientos, la mayor parte de las veces colectivos y, probablemente, de personas distinguidas. El enterramiento solía ir acompañado de un ajuar funerario.